# 國富站

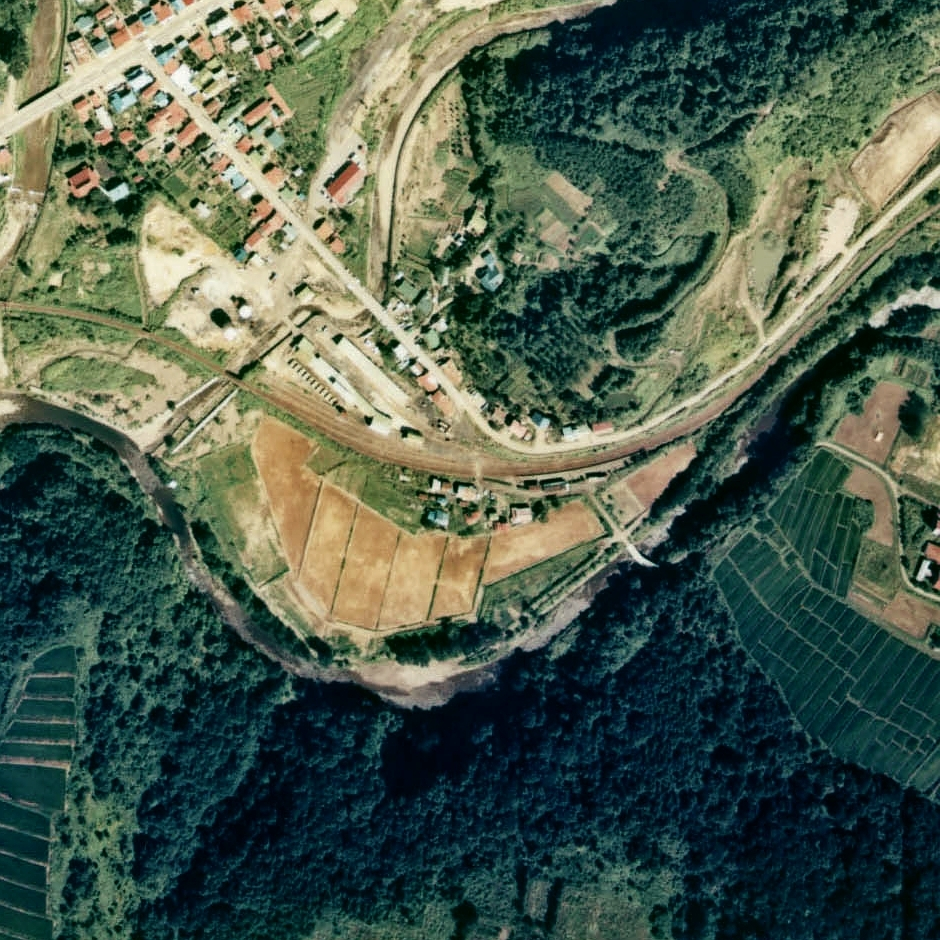
1976年的國富站與方圓約750米範圍。左邊是岩內方向。當時設有1面1線的單式月台，車站後方設有國富礦山的起卸貨物設備。車站後方設有數條留置線。曾經在左端設有側線跨過辰五郎川。

國富站（日语：／ Kunitomi eki */?）是位於北海道岩內郡共和町國富，日本國有鐵道的岩內線車站（廢站）。隨著岩內線廢除，車站在1985年（昭和60年）7月1日廢除。

## 歷史
為了運送來自國富礦山的銅和鉛，便設置了此站。
- 1913年（大正2年）9月21日 - 鐵道院岩內輕便線國富站啟用[1]。此站是一般車站。（行李方面，當時只處理隨身行李。貨物方面，當時只處理包車貨物）

。
- 1918年（大正7年）6月1日 - 開始處理一般貨物[2]。
- 1922年（大正11年）9月2日 - 路線名改為岩內線。
- 1923年（大正12年）6月5日 - 開始一般運輸營業[3]（貨物方面，改為沒有限制）。
- 1984年（昭和59年）2月1日 - 結束處理貨物和行李。
- 1985年（昭和60年）7月1日 - 岩內線廢除，此站也廢除。

## 車站構造
截至車站廢除前，此站是地面車站，設有1面1線的單式月台。月台位於路軌南邊（岩內方向的列車會開啟左邊車門）。此站沒有設置轉轍器。曾經此站設有2面2線的相對式月台，當時可進行列車交會。
此站是職員配置站，車站大樓位於站內南邊，鄰接月台中央部分。
曾經此站設有連接國富礦業所精錬所的專用線。

## 站名的由來
車站主要處理來自國富礦山的貨物，而車站名稱是取自該礦山名字。
此站名是被視為一個吉祥站名。

## 使用狀況
- 在1981年度（昭和56年度），1日上下車人次為43人[4]。

## 車站周邊
- 國道276號（日语：国道276号）（尻別國道）
- 北海道道269號蕨岱國富停車場線（日语：北海道道269号蕨岱国富停車場線）
- 岩內警署（日语：岩内警察署）國富駐在所
- 國富郵局
- 北海信用金庫（日语：北海信用金庫）共和出張所
- 堀株川
- 島松內川
- 北海道中央巴士（日语：北海道中央バス）（高速岩內號）、二世古巴士（日语：ニセコバス）「國富」巴士站

## 現況
截至1999年（平成11年），月台還存。截至2011年（平成23年）也是同樣。在舊站靠近還有一條「上鮭川橋梁」。

## 相鄰車站
日本國有鐵道
岩內線
小澤－國富－幌似

## 注腳
1. 1 2  《官報》 1913年09月17日　鐵道院告示第80號 （页面存档备份，存于）（國立國會圖書館數碼化收藏）
2. ↑  《官報》 1918年05月24日　鐵道院告示第33号 （页面存档备份，存于）（國立國會圖書館數碼化收藏）
3. ↑  《官報》 1923年05月28日　鐵道省告示第102號 （页面存档备份，存于）（國立國會圖書館數碼化收藏）
4. 1 2 3  書籍《国鉄全線各駅停車1 北海道690駅》（小學館，1983年7月發行）60頁。
5. 1 2 3  書籍《北海道の鉄道廃線跡》（著：本久公洋，北海道新聞社，2011年9月發行）12頁。
6. ↑  札幌鉄道局編 (编). . 北彊民族研究会. 1939: 29. NDLJP: 1029473 （日语）.
7. ↑  書籍《終着駅 国鉄全132》（雄雞社，1980年10月發行）60頁。
8. ↑  書籍《鉄道廃線跡を歩くVII》（JTB出版，2000年1月發行）62頁。